# Oniscidea
Los oniscídeos (Oniscidea), conocidos coloquialmente como cochinillas de la humedad, bichos bolita, bichobolitas, cochinitos (en Guatemala), chanchitos de tierra (en Chile y Perú), marranitos (en Colombia) son un suborden de crustáceos isópodos terrestres con unas 3000 especies descritas. Tienen un exoesqueleto rígido, segmentado y calcáreo, y poseen siete pares de patas marchadoras o pereópodos.
Las cochinillas pueden confundirse 
con diplópodos (una clase de miriápodos) de cuerpo corto y rechoncho, de morfología externa similar producto de una evolución convergente. Poseen un par de patas por segmento, a diferencia de los diplópodos que tienen dos pares de patas por segmento.

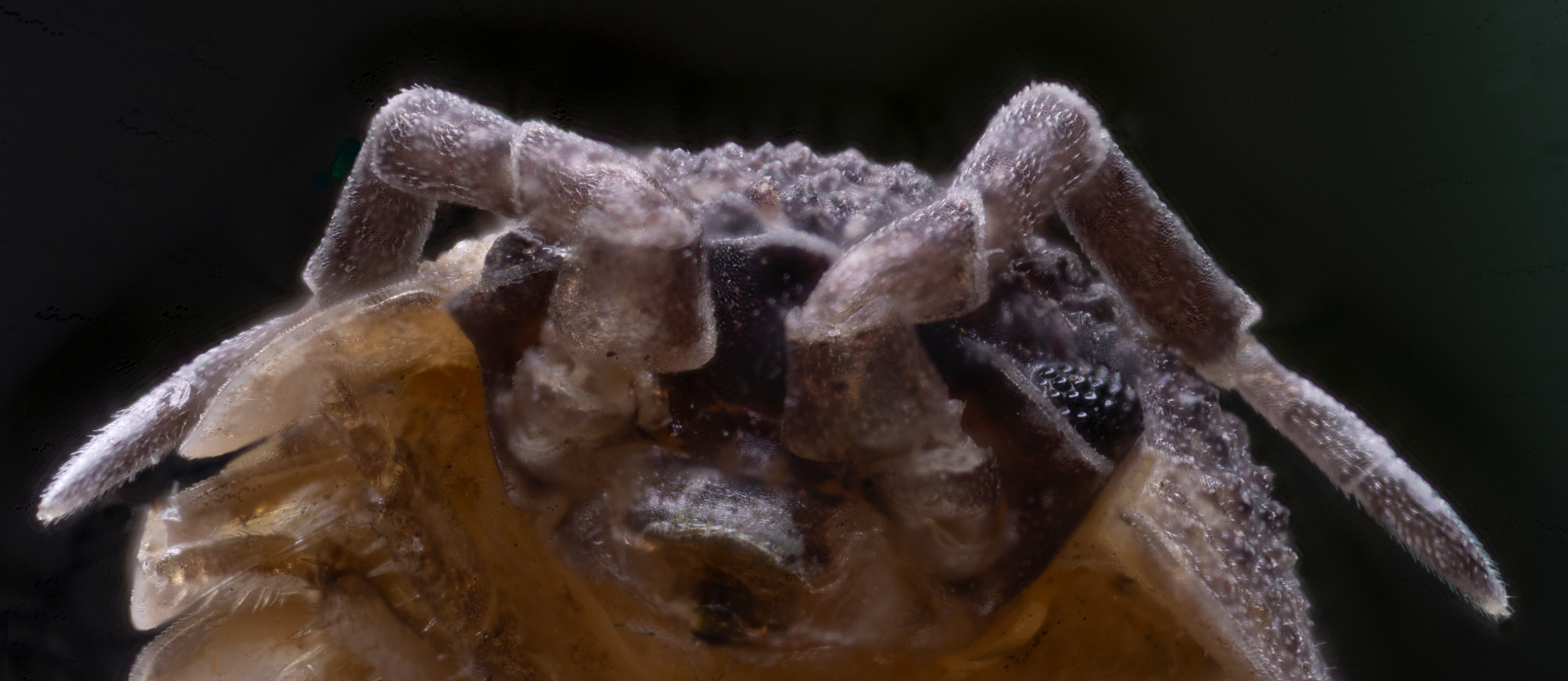
Oniscidea cabeza y antenas.

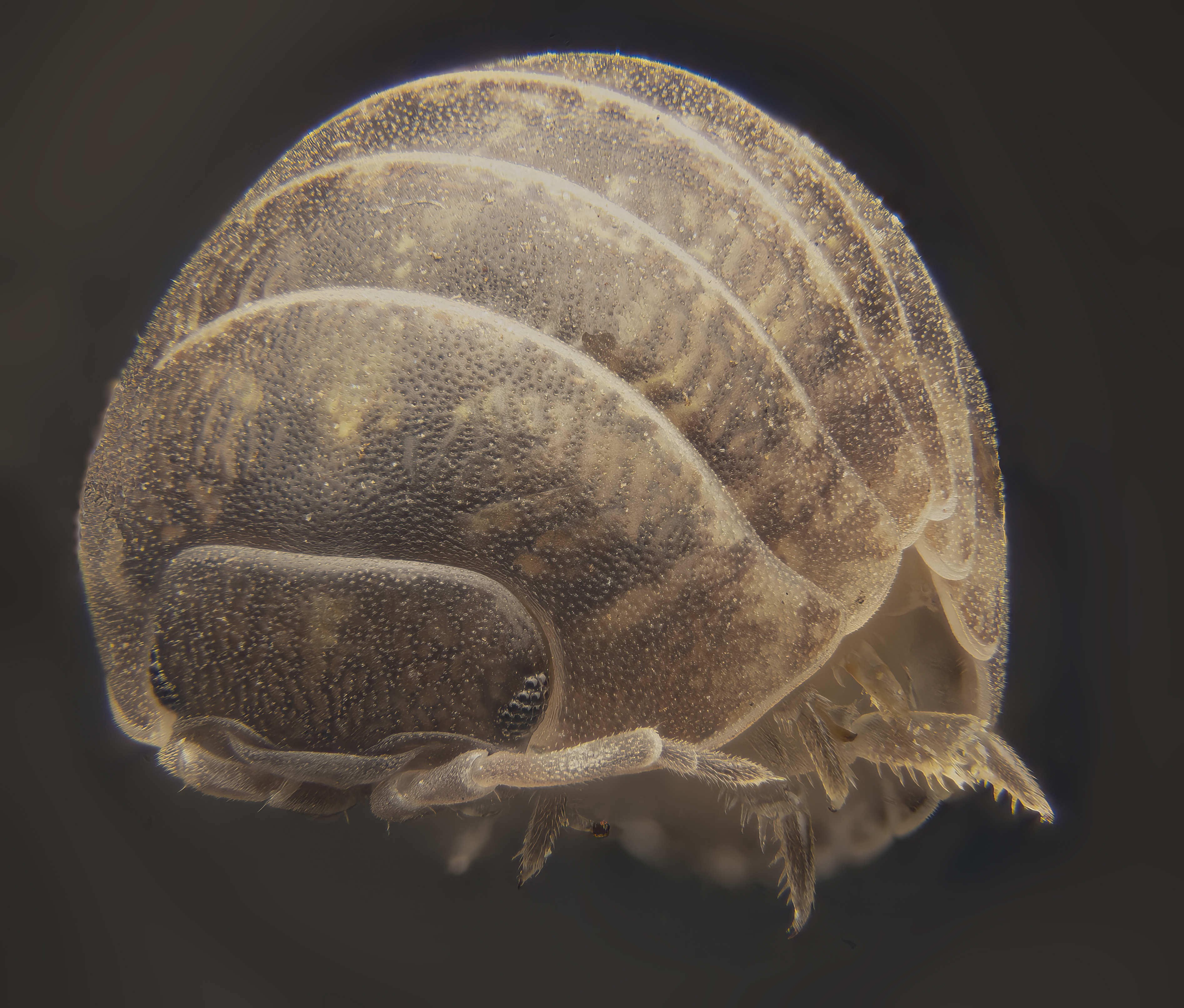
Bicho Bolita, entero.

## Evolución
Las cochinillas evolucionaron a partir de isópodos marinos que se presume que colonizaron la tierra en el Carbonífero, aunque los fósiles más antiguos conocidos datan del período Cretácico. Esto los hace bastante únicos entre los crustáceos, siendo uno de los pocos linajes que han hecho la transición a un entorno completamente terrestre.

## Características
Las cochinillas tienen una morfología básica de un cuerpo segmentado, aplanado dorsoventralmente con siete pares de patas articuladas y apéndices especializados para la respiración. 
Algunas especies de cochinillas tienen la capacidad de enrollarse sobre sí mismas, formando una bola cuando se sienten amenazadas, o si su espacio es muy pequeño. Su exoesqueleto presenta una forma de acordeón que les facilita este enrollamiento y que debe mudar progresivamente a medida que crece. La muda se produce en dos etapas; la mitad trasera se pierde primero, seguida dos o tres días después por la delantera. Este método de muda es diferente al de la mayoría de los artrópodos, que mudan su cutícula en un solo proceso. Se teoriza que esto permite a las cochinillas mantener una movilidad parcial mientras mudan.
Suelen hallarse en lugares oscuros y húmedos, como debajo de madera podrida o en rendijas y grietas, debido a que necesitan estar en contacto con una superficie húmeda para poder respirar (realizan el intercambio gaseoso por medio de unas pequeñas láminas ventrales al final de su cuerpo). Se alimentan de materia vegetal y restos animales, sus piezas bucales están adaptadas para masticar comida sólida, como pueden ser hojas y exoesqueletos de invertebrados muertos. 
Para reproducirse cuentan con una bolsa o saco abdominal especial en el que incuban sus huevos, dando lugar a versiones en miniatura de los adultos, que crecen mudando de piel hasta alcanzar el estado adulto. Se reproducen de manera sexual. Las hembras llevan huevos fertilizados en su marsupio, a través del cual proporcionan agua, oxígeno y nutrientes a los embriones en desarrollo. Las crías inmaduras nacen como mancas y reciben más cuidados maternos en algunas especies. Luego, los juveniles pasan por una serie de mudas antes de alcanzar la madurez. Las mancas nacen con seis segmentos y obtienen uno adicional después de su primera muda.

## Taxonomía
Infraorden Tylomorpha
- Sección Tylida
  - Tylidae

Infraorden Ligiamorpha
- Sección Diplocheta Vandel, 1957
  - Ligiidae
  - Mesoniscidae
- Sección Synocheta Legrand, 1946
  - Superfamilia Trichoniscoidea
    - Buddelundiellidae
    - Trichoniscidae

  - Superfamilia Styloniscoidea
    - Schoebliidae
    - Styloniscidae
    - Titaniidae
    - Tunanoniscidae
- Sección Crinocheta Legrand, 1946
  - Superfamilia Oniscoidea
    - Bathytropidae
    - Berytoniscidae
    - Detonidae
    - Halophilosciidae
    - Olibrinidae
    - Oniscidae
    - Philosciidae
    - Platyarthridae
    - Pudeoniscidae
    - Rhyscotidae
    - Scyphacidae
    - Spelaeoniscidae
    - Sphaeroniscidae
    - Stenoniscidae
    - Tendosphaeridae

  - Superfamilia Armadilloidea
    - Actaeciidae
    - Agnaridae
    - Armadillidae
    - Armadillidiidae
    - Atlantidiidae
    - Balloniscidae
    - Cylisticidae
    - Eubelidae
    - Periscyphicidae
    - Porcellionidae
    - Trachelipodidae
- incertae sedis
  - Dubioniscidae
  - Helelidae
  - Irmaosidae
  - Pseudarmadillidae
  - Scleropactidae